# کتابخانه تخصصی تاریخ اسلام و ایران
کتابخانه تخصصی تاریخ اسلام و ایران بزرگترین و پرمنبع ترین کتابخانه تاریخ اسلام در جهان اسلام است.

## افتتاح
این کتابخانه در ۱۳۷۴ خورشیدی، در شهر قم در ایران راه اندازی شد.

## وابستگی
بنیان‌گذار و مدیرِ کتابخانه رسول جعفریان است. کتابخانه سالِ ۱۳۷۴ زیرِ نظرِ سیّد جواد شهرستانی، نمایندهٔ سید علی سیستانی در ایران، راه اندازی شد.

## تعداد منابع کتابخانه
کتاب‌ها و مجلات کتابخانه تاریخ، علاوه بر منابع و مآخذ تاریخی، شامل موضوعات مرتبط، مانند علوم سیاسی، علوم اجتماعی، علوم دینی اسلام، تاریخ و کلام سایر ادیان، ادبیات، جغرافیا و هنر، و به زبان‌های فارسی، عربی، انگلیسی، آلمانی، ترکی، اردو و… می‌باشد.
 کتابخانهٔ تاریخ در ۱۳۸۶ خورشیدی بیش از ۸۵ هزار جلد کتاب و مجله  و در سال 1398 تعداد کتب و مجلات آن به 224 هزار رسیده است.

## مقالات سایت کتابخانه
مهم‌ترین مطالب وبگاه رسمی کتابخانه تاریخ عبارت است از:
- فهرست کتاب‌ها و مجلات کتابخانه
- معرفی کتاب‌های جدید کتابخانه، به ویژه تازه‌های کتاب ایران
- مقالات مرتبط با تاریخ اسلام و ایران

مقالات بی امضای این سایت به دست رسول جعفریان نوشته می‌شود.

## آدرس
غیر فعال: ایران، قم، بلوار هنرستان (بسیج)، کوچه ۱۰، پلاک ۸
فعال: ایران، قم، بلوار امین، کوچه 1، پلاک 47